# アルファエージェンシー
株式会社アルファエージェンシー（ALPHA AGENCY）は、日本の芸能事務所。

## 概要
豊川悦司や萩原聖人のほか、余貴美子、和久井映見、柄本佑、伊藤沙莉、中村ゆり、毎熊克哉、平田満、でんでんら多数の人気俳優が所属する。
ベテランから若手まで幅広い年代のアーティストが所属している事務所で、舞台公演も精力的に行っている。
長らく創業者である万代博実が代表取締役社長を務めていたが、万代が2025年2月11日に死去し、以降は共同代表制となっている。

## 主な所属アーティスト（五十音順）
2023年現在

### 男性
- 有福正志
- 石田佳央
- 泉澤祐希
- 岩男海史
- 柄本佑
- 大鷹明良
- 長村航希
- 加藤虎ノ介
- 木村達成
- 甲本雅裕
- 菅原大吉
- 高橋和也
- 滝藤賢一
- 田村泰二郎
- 趙珉和
- でんでん
- 豊川悦司
- 萩原聖人
- 浜田晃
- 浜田学
- 平田満
- 平埜生成
- 深澤嵐
- 古河耕史
- 細田善彦
- 毎熊克哉
- 松永拓野

### 女性
- 伊藤沙莉
- 太田緑ロランス
- 小野花梨
- 尾上紫
- 大後寿々花
- 北香那
- 蔵下穂波
- 堺小春
- 田島令子
- 中村ゆり
- 根岸季衣
- 原日出子
- 春木みさよ
- 藤谷文子
- 前田亜季
- 万里紗
- 行平あい佳
- 余貴美子
- 和久井映見

## 過去の主な所属アーティスト
- 中島葵（在籍中に死去）
- 南城竜也
- 草野康太（現・アンフィニー所属）
- 早乙女愛（引退後に死去）
- 初瀬かおる（川越美和）（引退後に死去）
- 趙方豪（在籍中に死去）
- 村松克己（在籍中に死去）
- 水谷誠伺
- 田付貴彦
- 前川麻子
- 筒井真理子（茂田オフィス→トライストーン・エンタテイメント所属）
- 阪本浩之
- 山口龍人（引退）
- りりィ（在籍中に死去）
- 江波杏子（在籍中に死去）
- 佐々木すみ江（在籍中に死去）
- 織本順吉（在籍中に死去）
- 団時朗（在籍中に死去）